# Ли Ћанг
Ли Ћанг (кин: 李强; Жујан, 23. јул 1959) је кинески политичар. Постао је 8. премијер Народне Републике Кине у марту 2023. године, након што је у октобру 2022. постављен на другопласираног члана у Сталног комитета Политбироа Централног комитета Комунистичке партије Кине (КПК). Ли је био партијски секретар за град Шангај од Од 2017. до 2022. године, где је спроводио политику која се односи на пословање и бавио се одговором на пандемију КОВИД-19.
Ли се сматра делом „Нове Џиђанг армије“, партијске фракције Си Ђинпинга, генералног секретара КПК и највишег лидера од 2012. Блиска веза почела је средином 2000-их када су обојица били на страначким позицијама у провинцији Џеђанг. Посматрачи генерално сматрају да je Li про-бизнис и дао је подршку економским реформама.

## Младост и образовање
Ли је рођен у Жујану, Џеђанг 23. јула 1959. Био је радник у пумпној станици за наводњавање округа Мају, округ Жујан од 1976. до 1977. године, а радио је у Трећој фабрици алата у Жујану 'ану од 1977. до 1978.
Ли Ћанг је студирао пољопривредну механизацију на Нингбо огранку Пољопривредног универзитета Џеђанг (сада Џеђанг Ванли универзитет) од 1978. до 1982. Студирао је социологију дописно на приватном Кинеском дописном универзитету за социологију (中国社会学函授大1孭; угашен 2021) у Пекингу 1985. до 1987.
Ли је похађао дипломске студије менаџмента на Универзитету Џеђанг на радном месту од 1995. до 1997. и Централну партијску школу за последипломске студије светске економије од 2001. до 2004. Похађао је Политехнички универзитет у Хонг Конгу од 2003. до 2005. и 2005. године стекао звање извршног магистра пословне администрације.

## Рана каријера
Ли се придружио Комунистичкој партији Кине (КПК) у априлу 1983. Радио је као чиновник у комитету округа Жујан Савеза комунистичке омладине Кине (ЦИЛЦ) од 1982. до 1983, а касније као секретар комитета од 1983. до 1984. Затим је служио на све вишим позицијама у покрајинском одељењу за цивилне послове. Прво је служио као заменик шефа одељења, а потом и шеф одељења за руралну помоћ Одељења за цивилне послове провинције Џеђанг од 1984. до 1991. године. Потом је био директор Одељења за кадрове Одељења за цивилне послове од 1991. до 1992. године, и коначно као заменик начелника Одељења за цивилне послове од 1992. до 1996. године.
Године 1996. постао је члан Сталног комитета партије у граду Ђинхуа на нивоу префектуре и секретар Комунистичке партије града округа Јонгканг (који је део Ђинхуа). Године 1998. поново је именован за заменика директора Генералне канцеларије владе провинције Џеђанг. Године 2000. постао је директор и партијски секретар Бироа за индустрију и трговину провинцијске владе Џеђанг.
Године 2002. именован је за партијског секретара у граду Венџоу на нивоу префектуре. Тада је имао само 43 године и био је најмлађи партијски секретар Венџоуа у историји. Године 2004, Ли је постао генерални секретар Покрајинског партијског комитета Џеђанга и добио место у његовом Сталног комитета у наредној години, служећи под тадашњим секретаром партије Џеђанг, Си Ђинпингом, задуженим за администрацију и координацију. За то време, постао је близак Сију, на крају је сматран његовим блиским савезником. У фебруару 2011. постао је секретар за политичка и правна питања провинције Џеђанг, а неколико месеци касније постао је заменик партијског секретара.
Према Гуангминг Дејли-у 2015. године, током свог мандата у Џеђангу, Ли је рекао професору на Универзитету Џеђанг да је локалној влади покрајине потребан „независни труст мозгова као што јe RAND Corporation“ да процени свој учинак, рекавши да је то „веома тешко“ за званичних организација и званичника да дају објективну анализу и критикују своје претпостављене. То је довело до тога да је професор 2009. године основао невладину групу експерата, са Лијем као почасним директором.

## Локални мандати

### Џеђанг (2012–2016)
Након 18. Националног конгреса КПК, постао је заменик члан Централног комитета КПК. 21. децембра 2012. постао је вршилац дужности гувернера Џеђанга, наследивши Сја Баолонга који је унапређен у покрајинског секретара партије, а званично је изабран за гувернера 30. јануара 2013. године. Током свог мандата у Џеђингу, затражио је од невладине групе експерата да напишу извештаје о његовом наступу који „говоре истину“, а касније их је посетио ради повратних информација лицем у лице након што је осетио да њихови први извештаји нису били довољно критичан.
Године 2014, када се Џеђанг припремао да одржи међународну интернет конференцију, Ли је предложио да се град домаћин претвори у пилот зону за деблокирање строге кинеске контроле интернета за западне фирме, што је идеја коју на крају није одобрило централно руководство. Такође је започео пројекат стварања „карактеристичних градова“, малих градова фокусираних на једну врсту пословања који имају про-пословну климу и добро физичко окружење. То укључује „Dream Town“ за технолошке предузетнике и „Chocolate Town“ за произвођаче чоколаде, који се налазе у Џеђангу. Овај пројекат је одобрио и проширио на остатак Кине од стране Си. The Economist је 2023. објавио да су „многи такви градови постали шпекулативна жаришта за стамбене инвеститоре, а врсте бизниса које су требали да развијају понекад нису успеле“.

### Ђангсу (2016–2017)
Ли је 30. јуна 2016. именован за партијског секретара провинције Ђангсу. Смењен је са места гувернера Џеђианга 4. јула 2016, када га је наследио Че Ђунг. Служио је 15 месеци, поставши најкраћи партијски секретар Ђангсуа у историји Народне Републике. Током свог мандата, организовао је састанке са пословним званичницима као што је Џек Ма из Алибаба групе како би подстакао улагања.

### Шангај (2017–2022)
29. октобра 2017, након 19. партијског конгреса, Ли је именован за партијског секретара Шангаја. Исте године је такође именован за члана Политбироа КПК. Сматра се да је „пријатељски наклоњен пословању“, пошто је спроводио политику за пословање док је био у Шангају, као што је отварање Шангајске берзе СТАР Маркет. Он је надгледао повећање страних инвестиција у граду, укључујући гигафабрику Тесла, Инц. Такође је имплементирао политике попут снижавања прага за унутрашње мигранте да добију боравишне дозволе и стварање пет нових градова како би се смањио недостатак земљишта.
Почетком 2022. Шангај је увео двомесечну блокаду због КОВИД-19 у Шангају, што је значајно утицало на економију, због чега је Ли окривљен за руковање. Ипак, наводно је био отворенији за идеју да живи са КОВИД-ом. Постојали су и ставови да је централно руководство Ли под притиском да спроведе блокаду, и да се Ли у почетку стриктно придржавао смерница водећих епидемиолога у Кини, укључујући Џанг Венхонга, који је задржао „флексибилну стратегију“ о мерама против Ковида. Такође се каже да су Ли и Џанг имали добре личне односе, јер су обоје били из Жујана, града под префектуром Венџоу. Према The Wall Street Journal, Ли је један од ретких људи у највишем руководству који жели да Кина уведе западне мРНА вакцине против КОВИД-19. Наводно је покушао да организује да BioNTech обезбеди своје вакцине у Кини.

## Премијер (2023–)
Након 1. пленарне седнице 20. Централног комитета КПК, одржане после завршног дана 20. партијског конгреса у октобру 2022, Ли је именован у Стални комитет Политбироа КПК као његов другорангирани члан. Ефективно га стављајући на прави пут да постане премијер, посматрачи су спекулисали да би недостатак искуства у централној влади учинио да он у великој мери зависи од подршке Сија да води Државни савет. Дана 28. октобра, наследио га је Чен Ђининг на месту партијског секретара Шангаја. Ројтерс је 3. марта 2023. известио, позивајући се на изворе, да се Ли залагао за брзо попуштање правила о нултом вирусу КОВИД-а крајем 2022, одупирући се притиску Сија, који је желео да успори темпо поновног отварања. Такође је саопштено да је Ли постао шеф радне групе КПК за Ковид, а такође је охрабрио локалне власти да наставе да ублажавају ограничења КОВИД-а.
Ли је преузео дужност премијера 11. марта током прве седнице 14. Националног народног конгреса, преузимајући дужност од Ли Кећанга. Он је прва особа од Џоу Енлаја која се директно уздигла до премијера из локалне управе без претходног радног искуства у централној влади, посебно као потпредседник.

### Дипломатија
У априлу 2023, Ли се састао са јапанским министром спољних послова Јошимасом Хајашијем у Пекингу како би побољшао односе. Ли се у мају састао са руским премијером Михаилом Мишустином, где је представио „свеобухватно стратешко партнерство између Кине и Русије у новој ери“, рекавши да је билатерална трговина између Кине и Русије порасла за 40% у протеклој години. Ли је 19. јуна 2023. започео путовање у Немачку, своје прво путовање у иностранство као премијер, где се састао са председником Франк-Валтером Штајнмајером, канцеларом Олафом Шолцом, као и са извршним директорима великих немачких компанија као што су Мерцедес-Бенз, САП и Siemens Energy. После четири дана у Немачкој, отпутовао је у Француску 21. јуна, где се састао са француским председником Емануелом Макроном, премијерком Елизабет Борн, као и председником Европског савета Шарлом Мишелом.
Између 5. и 8. септембра, Ли је посетио Џакарту, Индонезија, где се састао са различитим лидерима ASEAN-а. Ли се такође сусрео са другим лидерима као што су аустралијски премијер Ентони Албаниз, јапански премијер Фумио Кишида и јужнокорејски председник Јун Сукјул током различитих самита као што су самит ASEAN плус три и самит источне Азије. Ли Ћанг се такође састао са председником Индонезије Џоком Видодоом, обећавши 21,7 милијарди долара нових кинеских инвестиција у Индонезији. Између 9. и 10. септембра, Ли је присуствовао самиту Г20 у Њу Делхију, посетивши место шефа кинеске државе Си Ђинпинга, који није присуствовао. Тамо се сусрео са разним лидерима као што су италијанска премијерка Ђорђа Мелони, председница Европске комисије Урсула фон дер Лајен, амерички председник Џо Бајден, и британски премијер Риши Сунак.

### Економија
Од када је постао премијер, Ли је покушао да умири приватне предузетнике и поврати поверење након штете изазване ограничењима нулте КОВИД-19, укинутим у децембру 2022, и регулаторним кампањама које је предузела влада; такође је наводно убедио оснивача Алибаба групе Џека Маа да се врати у Кину након што је годину дана провео у иностранству. Он је 27. марта 2023. присуствовао Кинеском развојном форуму, где је рекао да ће се Кина „непоколебљиво држати отварања“. Такође се сусрео са многим страним пословним руководиоцима, укључујући Тима Кука из компаније Apple inc. и Реја Далија из Bridgewater Associates, који су били на свом првом путовању у Кини од престанка политике нулте КОВИД-19. У новембру 2023. Ли Ћанг је именован за шефа Централне финансијске комисије, новооснованог тијела КПК које надгледа финансијски сектор.

## Политички погледи

### Економија и бизнис
Ли се сматра про-бизнис и подржава економске реформе, промовише приватни сектор и развој сектора услуга. Према The Economist-у, „смањење бирократског мешања у тржиште је једна од његових омиљених тема“. Током свог мандата у Венџоуу 2003. године, рекао је да би „без приватне економије, урбани развој Венџоуа био уназаден најмање један век“. Ли је 2014. рекао да „треба да буде више Алибаба и више Џека Маа“. Ли је 2015. рекао да су економске реформе питање „живота и смрти“ и да „влада не може бити неограничена влада“. Такође је рекао да „да бисте изградили ограничену, али ефикасну модерну владу, морате да пренесете много управљачке моћи на друштвене организације.“ Према The Wall Street Journal, Ли има блиске везе са Џеком Маом. Лист је такође известио да је Ли предложио влади да ублажи своје регулаторне мере против предузећа и да је деловао као посредник између предузећа и владе током владиног гушења приватних предузећа. Ли је такође подржавао иновације у вези са информатичком технологијом и вештачком интелигенцијом, и позвао је на већи фокус на „реалну економију“.

## Приватни живот
Необичан у високој кинеској политици, Ли је нагласио свој локални идентитет, односно своје везе са Венџоуом. Основао је Светску Венџоунесе конференцију како би охрабрио чланове глобалне Венџоунесе дијаспоре да поново улажу у град, и рекао на конференцији 2013. да сам „рођен и одрастао као Венжунац“ и „[т]венжунски дух који се усуђује да будем прво и посебно снажног предузетништва ме је увек инспирисало и хранило“.
Лијева супруга је пензионисана државна службеница, која је раније радила у транспортном бироу владе провинције Џеђанг. Пар има једну ћерку која је студирала у Аустралији.